# Ares Ludovisi
Ares Ludovisi – starożytna rzeźba marmurowa, przedstawiająca odpoczywającego boga Aresa. Znajduje się w zbiorach Muzeum Narodowego w Rzymie.
Rzeźba jest wykonaną przez tworzącego w stylu neoattyckim rzymskiego artystę kopią zaginionego greckiego oryginału, uznawanego za dzieło ze szkoły Lizypa lub Skopasa. Ares ukazany został w pozycji siedzącej z lekko rozchylonymi nogami, jako prawie całkowicie nagi mężczyzna bez zarostu, z potarganymi włosami. Ręce, w których trzyma miecz, złożył razem na lewym kolanie, z boku zaś odstawił tarczę. U stóp boga bawi się uskrzydlony Eros.
Zgodnie z informacją przekazaną przez Pietra Santi Bartoli, rzeźbę odkryto w pobliżu Palazzo Santa Croce w Rzymie. W 1622 roku została zakupiona do kolekcji rodzinnej przez kardynała Ludovico Ludovisi. Giovanni Lorenzo Bernini dokonał wówczas renowacji rzeźby, obejmującej uzupełnienie brakującej główki Erosa i głowicy trzymanego przez boga miecza, za co otrzymał wynagrodzenie w wysokości sześćdziesięciu skudów. W 1901 roku rodzina Ludovisi sprzedała większość swojej kolekcji, w tym rzeźbę Aresa, państwu włoskiemu i odtąd znajduje się ona w Palazzo Altemps, części Muzeum Narodowego w Rzymie.